# Савельева, Татьяна Андреевна
Татья́на Андре́евна Саве́льева (Гла́дышева; род. 22 мая 1947, Ленинград, РСФСР, СССР) — советская пловчиха, бронзовый призёр XVIII Летних Олимпийских игр в Токио, мастер спорта СССР международного класса. Участница двух летних олимпиад: 1964 и 1968, одна из лучших советских пловчих на спине 1960-х годов.

## Биография
Родилась 22 мая 1947 года в Ленинграде. Первый тренер Клавдия Алёшина.
В 1963-1969 годах была членом спортивного общества «Динамо» (Ленинград). Окончила Национальный государственный университет физической культуры, спорта и здоровья имени П. Ф. Лесгафта в 1973 году. После замужества сменила фамилию на Гладышева.
В 1964—1968 годах выступала в составе сборной СССР. В 1964 году стала бронзовым призёром Токийской олимпиады в комбинированной эстафете 4×100 метров. Чемпионка СССР на дистанциях 100 (1964—1966) и 200 метров на спине (1967—1968).
В 1966 году стала серебряным призёром чемпионата на дистанции 200 метров на спине, в 1967 году — на дистанции 100 метров на спине. В 1969 году стала бронзовым призёром на дистанции 200 метров на спине.
В 1967—1968 годах была 6-кратной рекордсменкой СССР на дистанциях 100 и 200 метров на спине.